# Гаитянская революция
Гаитянская революция — единственное в истории успешное восстание рабов, произошедшее во французской колонии Сан-Доминго в 1791—1803 годах, в результате которого колония (сменившая название на Гаити) получила независимость. Великобритания и Испания пытались отнять у Франции её колонию, но их войска потерпели поражение. Прибывшим на остров войскам Наполеона также не удалось подавить восстание. Гаити стало первым независимым государством в Латинской Америке.
Революция началась 22 августа 1791 года и закончилась в 1804 году независимостью бывшей колонии. В ней участвовали негры, мулаты, французы, испанцы и британцы, а бывший раб Туссен-Лувертюр стал самым харизматичным героем Гаити. Это было единственное восстание рабов, которое привело к созданию государства, которое было свободно от рабства и управлялось бывшими рабами. В настоящее время это событие широко рассматривается как определяющий момент в истории Атлантического мира.
Влияние гаитянской революции на институт рабства ощущалось по всей Америке. После окончания французского правления и отмены рабства в бывшей колонии последовала успешная защита завоеванных ими свобод и их независимость от белых европейцев. Революция представляет собой самое крупное восстание рабов со времен неудачного восстания Спартака против Римской республики за 1900 лет до этого. Оно поставило под сомнение давние европейские убеждения о предполагаемой неполноценности чернокожих и о способности порабощённых людей достигать и поддерживать свою собственную свободу. Организационный потенциал и упорство повстанцев напугали рабовладельцев в Западном полушарии.

## Гаити к началу революции
К 1789 году Сан-Доминго была одной из важнейших европейских колоний, производившей 40 % сахара в мире. На Гаити было по меньшей мере 500 тысяч чернокожих рабов — около половины от общего числа рабов на островах Карибского моря. Условия жизни были очень тяжёлыми, высокая смертность приводила к тому, что численность рабов ежегодно уменьшалась на 2—5 %. Господствующее положение в обществе занимали 40 тысяч французских белых колонистов. Все административные должности занимали только уроженцы Франции. Кроме того, на острове было 28 тысяч свободных «цветных», некоторые из которых разбогатели и владели плантациями и своими рабами.

## Революция
За несколько лет до начала восстания мулаты стали требовать уравнивания в правах белого и цветного населения Гаити, особенно после Великой Французской революции. Важную роль в росте самосознания немногочисленных образованных гаитян-мулатов сыграли идеи Просвещения, особенно французского аббата Гийома Тома Рейналя, разоблачавшего жестокость колониального режима.
В 1789—1790 годах богатый плантатор-мулат Венсан Оже побывал в Париже, где истолковал принятые Учредительным собранием Франции законы как дающие равные права белым и богатым мулатам. Вернувшись, Оже потребовал предоставить мулатам избирательное право. Когда губернатор Сан-Доминго отказался удовлетворить эти требования, Оже в начале 1791 года поднял восстание, но был схвачен колониальными властями и казнён. Хотя среди требований Оже и не было отмены рабства, его восстание стало толчком к более масштабному восстанию, в котором основную роль сыграли рабы.
22 августа 1791 года в северной части острова началось восстание рабов, которое возглавил Дутти Букман. Оно вскоре охватило всю колонию. В первые два месяца восставшими рабами было убито до 2 тысяч белых и разрушено 280 плантаций.
4 апреля 1792 года во Франции и её колониях было провозглашено равенство всех свободных людей независимо от их цвета кожи, и в Сан-Доминго была послана комиссия, которая пыталась одновременно противостоять местной белой элите и подавить восстание рабов.
Вскоре лидером восставших стал Франсуа Доминик Туссен-Лувертюр. Вольноотпущенник Жан-Батист Белле добрался до Парижа, стал депутатом и 11 февраля 1794 года произнёс речь в пользу отмены рабства. Спустя неделю рабство было отменено. После этого часть французской колонии Сан-Доминго была захвачена англичанами и испанцами, которые тут же вернули рабство обратно.  4 февраля 1794 года Национальный конвент провозгласил отмену рабства. В мае того же года французский генерал Этьен Лаво убедил Лувертюра перейти на сторону Франции. Великобритания и Испания, воевавшие с революционной Францией, пытались захватить богатую колонию, но Лувертюр нанёс поражение испанцам в 1795 году, а затем англичанам в 1798 году. В 1798 году прибывший из Франции уполномоченный Директории Габриэль Эдувиль попытался восстановить рабство и внести раскол между неграми и мулатами. В том же году Лувертюр заставил Эдувиля покинуть Гаити. В 1799—1800 годах Лувертюр подавил восстание мулатов, возглавляемое генералами Андре Риго и Александром Петионом. В 1800—1801 годах его войска заняли Санто-Доминго — принадлежавшую до 1795 года Испании восточную часть острова.
21 июня 1797 года Жан-Батист Белле был назначен командиром жандармерии Сан-Доминго, вскоре после чего вернулся на остров. Поскольку события на острове в последующие годы приняли характер вооружённого восстания чернокожих и резни белого населения, пришедший к власти во Франции Наполеон Бонапарт отрядил туда военную экспедицию под командованием своего зятя генерала Леклерка. Прибыв на Сан-Доминго, Леклерк арестовал, наряду с лидером гаитянских чёрных Туссен-Лувертюром, в том числе, Белле, который к тому моменту всё ещё командовал жандармерией. Среди других арестованных Белле был отправлен во Францию, где содержался в крепости — так называемой Цитадели Вобана в Ле-Пале на острове Бель-Иль, — и скончался в больнице при крепости. Имущество Жана-Батиста Белле в размере 1697,50 франков было передано его сводному брату 28 сентября 1805 года.
7 июля 1801 года Колониальное собрание приняло конституцию, согласно которой Сан-Доминго оставалось владением Франции, но получало автономию, а Туссен-Лувертюр становился пожизненным губернатором. Рабство было окончательно отменено. Но первый консул Франции Наполеон Бонапарт отказался признать конституцию и в конце года направил на остров для восстановления французской власти экспедиционный корпус под командованием своего зятя Шарля Леклерка. 29 января 1802 года Леклерк с армией высадился на Гаити. К нему присоединились мулаты Риго и Петиона. На сторону французов перешли многие союзники Лувертюра, в том числе его ближайший соратник Жан Жак Дессалин. 5 мая Лувертюр согласился на мир, предложенный Леклерком, который обещал не восстанавливать рабство. Лувертюр был помещён под домашний арест в своём поместье, а 6 июня по приказу Леклерка его вместе с семьёй отправили во Францию, где он умер 7 апреля 1803 года.
Несколько месяцев остров находился под контролем Франции. 20 мая 1802 года указом Бонапарта на Гаити было восстановлено рабство. В октябре 1802 года Петион и Дессалин вновь подняли восстание. В это же время началась эпидемия жёлтой лихорадки, от которой умер Леклерк, и значительная часть его корпуса (20 тысяч человек). В 1803 году Великобритания, возобновившая войну с Францией через год после Амьеньского мирного договора, начала помогать восставшим. Британская блокада Гаити лишила французов возможности доставки подкреплений на остров. 18 ноября 1803 года французы потерпели окончательное поражение в сражении при Вертьере и 29 ноября покинули западную часть Гаити. Часть экспедиционного корпуса, включая его нового командующего Донасьена Рошамбо, была пленена англичанами. Но французы смогли сохранить контроль над Санто-Доминго — восточной частью острова.

## Итоги
30 ноября 1803 года Жан Жак Дессалин стал генерал-губернатором Сан-Доминго. 1 января 1804 года провозглашена независимость Сан-Доминго от Франции, острову вернули старое индейское название — Гаити. В феврале — апреле 1804 года произошла резня белого населения, в ходе которой погибло от 3 до 5 тысяч человек. В итоге в стране остались жить только мулаты и негры. Лишь три категории белых пережили резню: польские солдаты, дезертировавшие из французского экспедиционного корпуса, небольшая группа немецких колонистов и группа врачей. 22 сентября 1804 года Дессалин провозгласил себя императором Жаком I. 20 мая 1805 года принята новая конституция, подтвердившая отмену рабства.
Уровень жизни чернокожего населения остался крайне низким. Предпринятый весной 1805 года поход гаитянской армии под руководством Дессалина в Санто-Доминго успеха не имел. 17 октября 1806 года Дессалин был убит заговорщиками. Вскоре возник конфликт между мулатами и неграми, лидерами которых были соответственно Александр Петион и Анри Кристоф. В конце года государство распалось на две части: на севере острова было образовано Государство Гаити во главе с президентом Анри Кристофом, в 1811 году он провозгласил себя королём Анри I; южная часть острова стала Республикой Гаити, 10 марта 1807 года её президентом стал Александр Петион. 8 октября 1820 года, в разгар антимонархического восстания, Анри Кристоф покончил с собой. 18 октября восставшими был убит его сын и наследник Жак Виктор Анри. Территория Королевства Гаити вошла в состав Республики Гаити.
В ноябре 1808 года в Санто-Доминго началось антифранцузское восстание. К июлю следующего года восставшие при английской поддержке свергли французское господство. Восточная часть Гаити вновь стала испанской. 30 ноября 1821 года в Санто-Доминго было провозглашено Независимое государство Испанское Гаити. 9 февраля 1822 года войска Республики Гаити захватили Санто-Доминго. 27 февраля 1844 года в Санто-Доминго произошло антигаитянское восстание и была провозглашена Доминиканская Республика.
Французской колониальной империи, которая в 1803 году была вынуждена продать США Луизиану, в Новом Свете был нанесён серьёзный удар. Гаитянское восстание стало образцом для подражания для многих чернокожих рабов в Америке, в том числе в США, хотя ни одному восстанию рабов не удалось добиться таких успехов.
В 1825 году Республика Гаити согласилась выплатить бывшим рабовладельцам компенсацию в 150 миллионов франков, в 1838 году сумма была снижена до 90 миллионов франков. В 1834 году Франция признала независимость Гаити.